# Tortella alpicola
Tortella alpicola là một loài Rêu trong họ Pottiaceae. Loài này được Dixon miêu tả khoa học đầu tiên năm 1929.